# Ворсино (Кировская область)
Ворсино — деревня в Оричевском районе Кировской области России. Входит в состав Кучелаповского сельского поселения.

## География
Деревня находится в центральной части Кировской области, в подзоне южной тайги, на левом берегу реки Ивкины, при автодороге 33Н-027, на расстоянии приблизительно 33 километров (по прямой) к юго-востоку от посёлка городского типа Оричи, административного центра района. Абсолютная высота — 147 метров над уровнем моря.
Климат
Климат характеризуется как континентальный, умеренно холодный. Среднегодовая температура — 1,6 °C. Средняя температура воздуха самого холодного месяца (января) составляет −14,3 °C (абсолютный минимум — −45 °С); самого тёплого месяца (июля) — 17,8 °C (абсолютный максимум — 37 °С). Безморозный период длится в течение 114—122 дней. Годовое количество атмосферных осадков — 500—550 мм, из которых около 70 % выпадает в тёплый период. Снежный покров устанавливается в середине ноября и держится 160—170 дней.

## Население
| 2010 |
| ---- |
| 25   |

Половой состав
По данным Всероссийской переписи населения 2010 года в гендерной структуре населения мужчины составляли 48 %, женщины — соответственно 52 %.
Национальный состав
Согласно результатам переписи 2002 года, в национальной структуре населения русские составляли 100 % из 11 чел.